# Little Kingdoms
Little Kingdoms är en samling med tre kortromaner av den amerikanske författaren Steven Millhauser, utgiven 1993 av Poseidon Press. Berättelserna hör till genren magisk realism.

## Innehåll
- "The Little Kingdom of J. Franklin Payne"
- "The Princess, the Dwarf, and the Dungeon"
- "Catalogue of the Exhibition: The Art of Edmund Moorash (1810-1846)"